# Großer Halken 2 (Aschersleben)

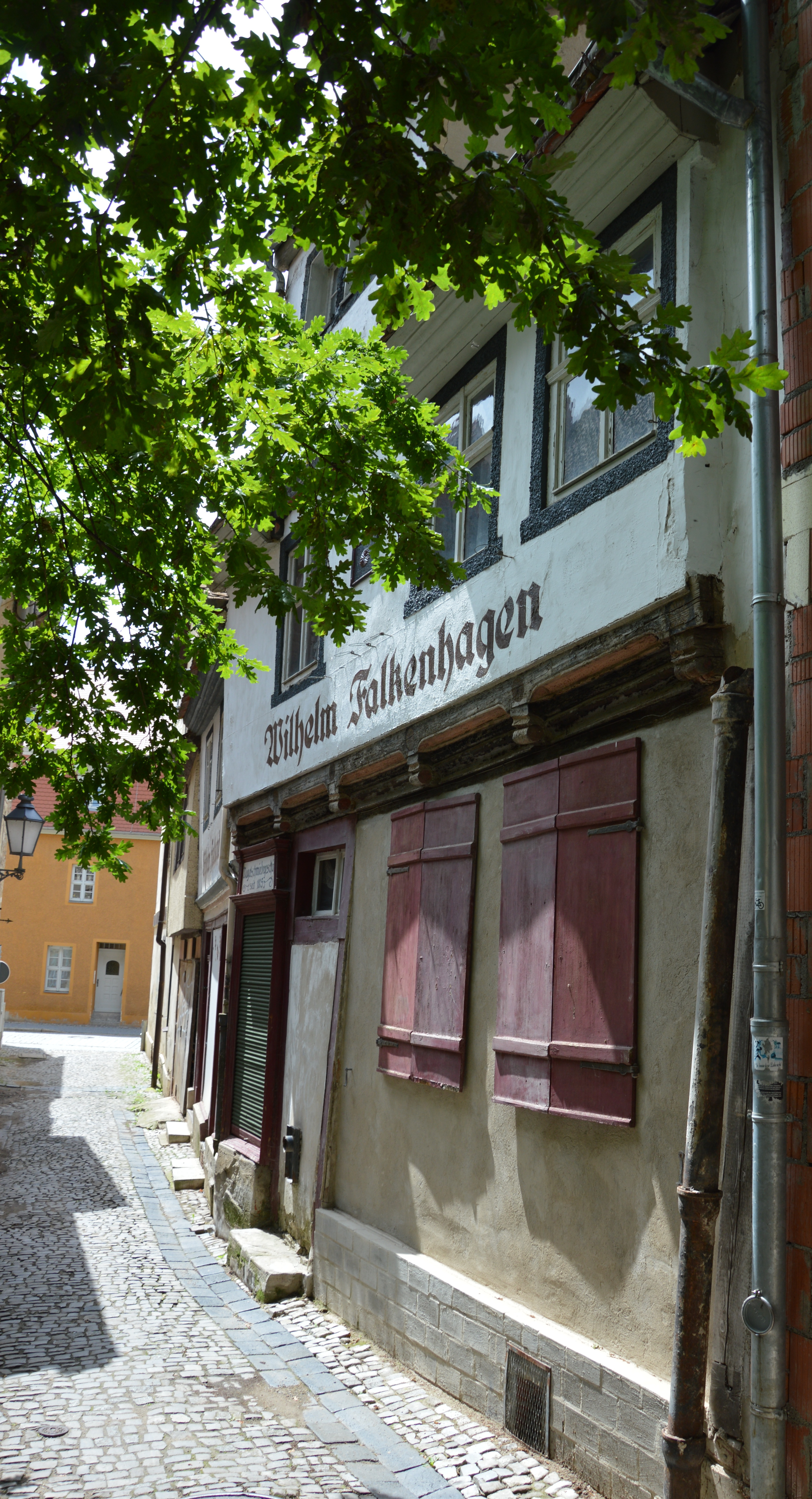
Großer Halken 2, Blick von Norden

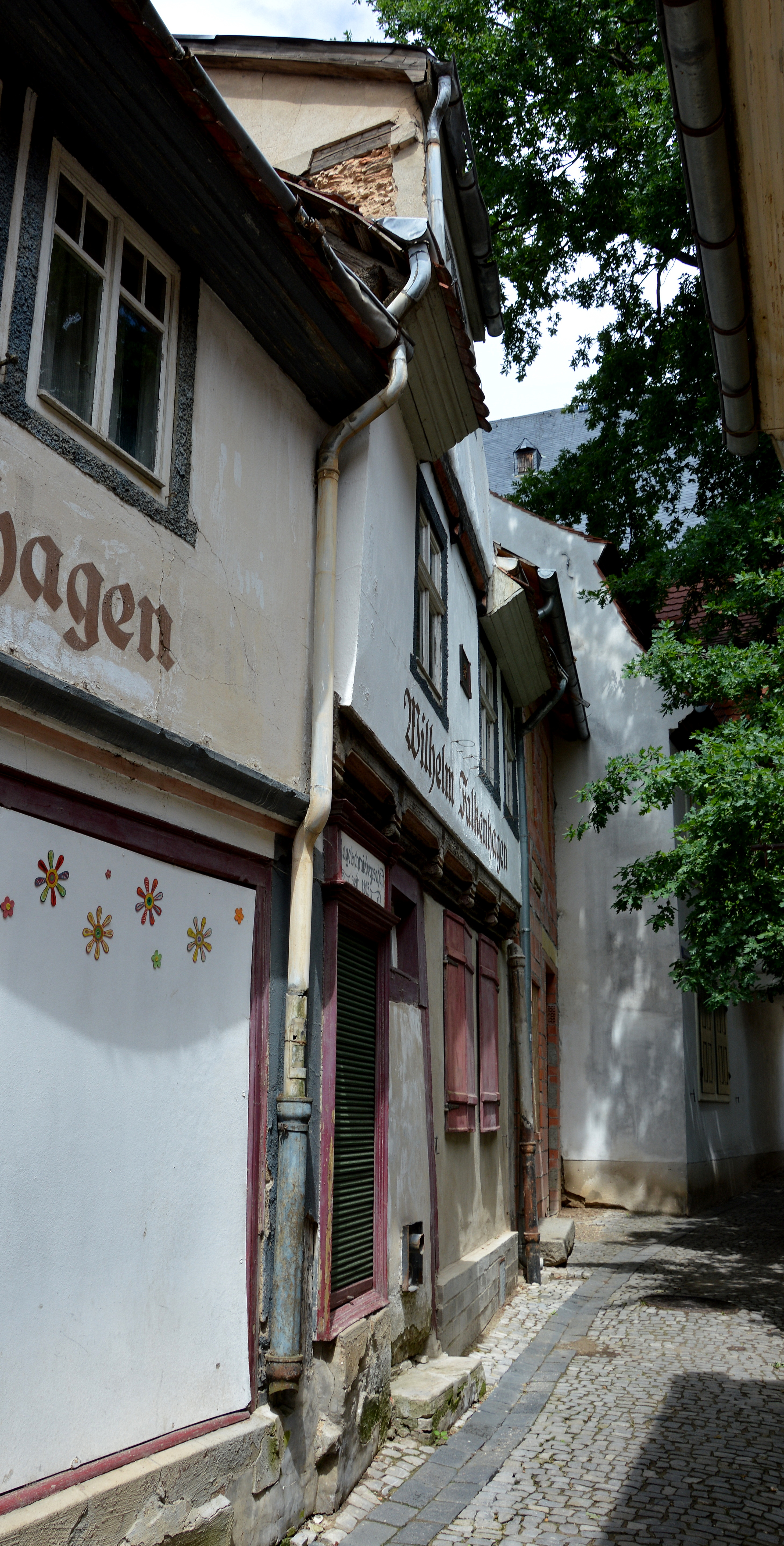
Blick von Süden, 2016

Der Große Halken 2 ist ein denkmalgeschütztes Wohn- und Geschäftshaus in Aschersleben in Sachsen-Anhalt.

## Lage
Es befindet sich im südlichen Teil der Aschersleber Innenstadt, südlich der Sankt-Stephani-Kirche, auf der Westseite der als Denkmalbereich ausgewiesenen schmalen Gasse Großer Halken. Südlich grenzt das ebenfalls als Einzeldenkmal geführte Wohnhaus Großer Halken 3 an.

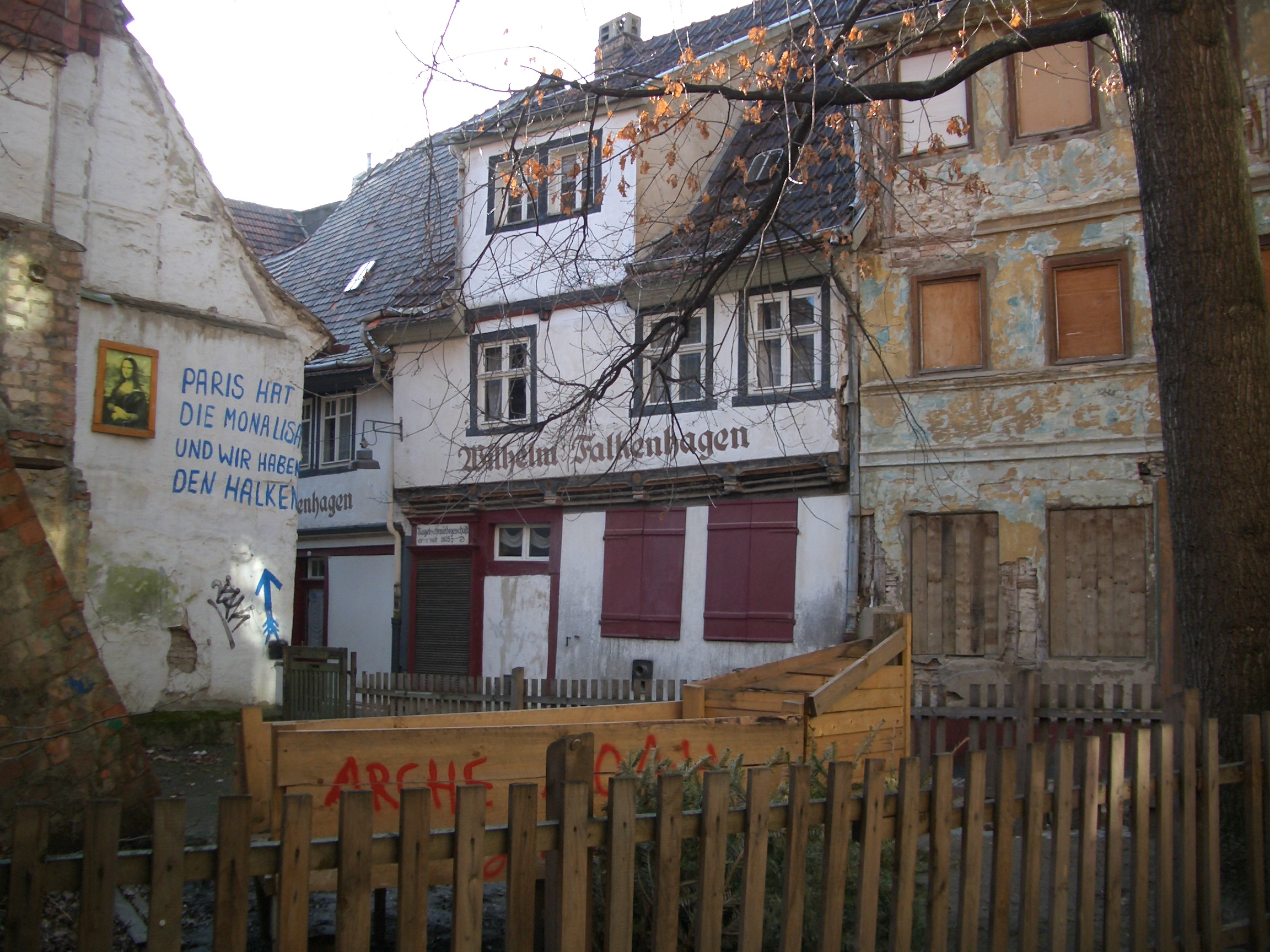
Großer Halken 2, Blick von Osten, 2008

## Geschichte und Architektur
Das zweigeschossige Gebäude stammt aus dem 16. Jahrhundert. Während das Erdgeschoss in massiver Bauweise errichtet wurde, entstand das Obergeschoss in Fachwerkbauweise. Der für Aschersleben typische, verputzte Bau verfügt über eine mehrfach profilierte, mit Schiffskehlen versehene Stockschwelle.
Im örtlichen Denkmalverzeichnis ist das Wohn- und Geschäftshaus unter der Erfassungsnummer 094 80461 als Baudenkmal verzeichnet.